# ロブ・ペリンカ
ロバート・トッド・ペリンカ・ジュニア（Robert Todd Pelinka Jr., 1969年10月23日 - ）は、アメリカ合衆国・イリノイ州シカゴ出身の元カレッジバスケットボール選手であり、現在はロサンゼルス・レイカーズの球団副社長とゼネラルマネージャーのほか、代理人などを務めている。

## 経歴

### ロサンゼルスレイカーズ (2017-)
2017年2月21日、ロサンゼルス・レイカーズは元球団副社長のジム・バスと元ゼネラルマネージャーであった、ミッチ・クプチャクを解雇し、3月7日にレイカーズは新ゼネラルマネージャーにペリンカと5年間の契約を結んだ。
2020年1月10日、ゼネラルマネージャーを兼任しながら、球団副社長に昇格した。